# シチリアの龍舌蘭
『シチリアの龍舌蘭』（シチリアのりゅうぜつらん）は、フジテレビ制作のフジテレビの深夜帯であるJOCX-MIDNIGHTにて1994年4月20日から9月21日まで毎週水曜24:45 - 25:15（JST）に放送された深夜ドラマ。

## 概要
背景が全てCGによって制作された実験的な近未来SFドラマ。ウゴウゴルーガのスタッフが制作に関わっていた。
ソフト化及びオンデマンド配信はされていない作品ではあるが、過去フジテレビ739にて2004年と2005年に再放送が行われた。

## ストーリー
とある世界の近未来。この世界では「ディーヴァ」と呼ばれる病気が蔓延しており、「ディーヴァ」に感染した人間は他人の体液に触れると自己免疫性疾患を引き起こし、死に至るのだった。文明の滅亡を恐れた政府は、人々にSEXを禁じるという政策を打ち出す。そんな中、「ディーヴァ」陰性の娼婦ココが、「ディーヴァ」の研究と『性的快楽を与える機械』の生産を手がける巨大企業「FG社」にまつわる陰謀を暴いていく。

## キャスト
- ココ（本名：オペラ）：栗原絵美
- 捜査官：水口邦夫
- ベイ：黒松昌博
- キサ：滝沢涼子
- エギュ：石丸純
- グレ：後藤友子
- テパ：津久井啓太
- ギイ：松本益歌
- レイ：輪由香
- シン：内野聖陽
- ダイス：米倉真樹
- ワスプ：南原健
- ジャンゴ：中山研
- ソドム：大宮イチ
- ケイン：林直人
- アベル：成田めぐみ
- ハート：葛原光生
- ププ：田嶋秀任
- スズキ：阿部郁弥
- テオレマ：小川敦志

## スタッフ
- プロデューサー：西上均
- コンピューターグラフィックス：AVAX、田中秀幸、秋元きつね、勝聡
- 技術協力：八峯テレビ、映像通信
- 制作著作：フジテレビ

## 主題歌
- LOVE TAMBOURINES：「LOVE ALIVE」

## サブタイトル
| 回     | 放送日        | サブタイトル                   | 脚本     | 演出     |
| ------ | ------------- | ------------------------------ | -------- | -------- |
| 第1話  | 1994年4月20日 | 高級娼婦の退屈                 | 矢吹東   | 福原伸治 |
| 第2話  | 1994年4月27日 | 不運な者たち                   | 矢吹東   | 福原伸治 |
| 第3話  | 1994年5月4日  | チューブの秘密                 | 矢吹東   | 福原伸治 |
| 第4話  | 1994年5月11日 | 陰謀の影                       | 矢吹東   | 福原伸治 |
| 第5話  | 1994年5月18日 | 弱き者達の不幸                 | 矢吹東   | 福原伸治 |
| 第6話  | 1994年5月25日 | 墜ちていく狩人の物語           | 矢吹東   | 福原伸治 |
| 第7話  | 1994年6月1日  | 悲しみを越えて                 | 矢吹東   | 福原伸治 |
| 第8話  | 1994年6月8日  | 天路歴程                       | 矢吹東   | 福原伸治 |
| 第9話  | 1994年6月22日 | ムーンライト・ドライブ         | 浅田敦史 | 福原伸治 |
| 第10話 | 1994年6月29日 | キャンディーズルームへようこそ | 浅田敦史 | 福原伸治 |
| 第11話 | 1994年7月6日  | 愛の十字架                     | 浅田敦史 | 福原伸治 |
| 第12話 | 1994年7月13日 | ラブ・ミー・テンダー           | 浅田敦史 | 福原伸治 |
| 第13話 | 1994年7月27日 | 夢で会いましょう               | 浅田敦史 | 福原伸治 |
| 第14話 | 1994年8月3日  | この素晴らしき世界             | 浅田敦史 | 福原伸治 |
| 第15話 | 1994年8月10日 | ハートに火を付けて             | 浅田敦史 | 福原伸治 |
| 第16話 | 1994年8月17日 | コンドルは飛んでゆく           | 浅田敦史 | 福原伸治 |
| 第17話 | 1994年8月31日 | スタンド・バイ・ユア・マン     | 浅田敦史 | 松尾知明 |
| 第18話 | 1994年9月7日  | ゲットアップ・スタンドアップ   | 浅田敦史 | 松尾知明 |
| 第19話 | 1994年9月14日 | 女は世界の奴隷か？             | 浅田敦史 | 松尾知明 |
| 最終話 | 1994年9月21日 | 決着                           | 浅田敦史 | 松尾知明 |